# Мартель, Оливье
Оливье́ Марте́ль (англ. Olivier Marteel, родился 10 мая 1969 года) — бельгийский профессиональный снукерный рефери. Проживает в Дайнзе (недалеко от Гента), Бельгия.

## Карьера
Начал карьеру снукерного рефери в 1994 году. Первый профессиональный матч Мартель судил в 2006-м (квалификация на Мастерс). В 2009-м Мартель был в финальной стадии чемпионата Британии, а в 2010 году — чемпионата мира. На последнем из этих турниров с Оливье произошёл курьёз: после удара одного из игроков он зачем-то взял в руки биток, что повлекло за собой длительное восстановление позиции.
22 октября 2010 года на турнире Euro Players Tour Championship 2010/2011 – Этап 3 состоялся первый турнирный максимум при судействе Оливье Мартеля в исполнении молодого тайца — Танавата Тирапонгпайбуна.